# Hansjürgen Garstka
Hansjürgen Garstka (* 11. Mai 1947 in Bischofsheim an der Rhön) ist ein deutscher Datenschutzexperte. 16 Jahre lang, von 1989 bis 2005, war er der Berliner Datenschutzbeauftragte.

## Leben
Garstka studierte von 1966 bis 1970 Rechtswissenschaften und Politikwissenschaft an den Universitäten München, Regensburg und Oxford, während seines Studiums war er Stipendiat der Bischöflichen Studienförderung Cusanuswerk sowie der Stiftung Maximilianeum. 1970 legte er dann das erste Staatsexamen in München ab, 1972 promovierte er dort auch zum Dr. phil. (Politikwissenschaft). 1974 folgte die zweite juristische Staatsprüfung in Regensburg und München.
Zwischen 1971 und 1979 war Garstka zudem als Wissenschaftlicher Mitarbeiter bzw. Hochschullehrer an den Universitäten Regensburg, der Freien Universität Berlin und der Universität Kassel tätig. Im Anschluss daran wurde er 1979 Mitarbeiter beim Berliner Datenschutzbeauftragten. 1982 folgte seine Promotion zum Dr. jur. an der Universität Hamburg.
1989 wurde Garstka zum Berliner Datenschutzbeauftragten gewählt; 1998 wurde er zum Professor für Datenschutz an der Technischen Universität Berlin ernannt. 1999 wurde er Berliner Beauftragter für Datenschutz und Akteneinsicht, 2001 wurde dieses Amt in Berliner Beauftragter für Datenschutz und Informationsfreiheit umbenannt. Von 2003 bis 2013 war Garstka Vorstandsvorsitzender der von ihm gegründeten Europäischen Akademie für Informationsfreiheit und Datenschutz in Berlin.
Zusammen mit dem Rechtswissenschaftler Alexander Roßnagel und dem Dresdner Professor Andreas Pfitzmann erstellte Garstka 2001 ein Gutachten zur Modernisierung des deutschen Datenschutzrechts. Die Vorschläge der drei Gutachter wurden in Fachkreisen positiv aufgenommen. Das Bundesinnenministerium, das das Gutachten in Auftrag gegeben hatte, setzte die Vorschläge jedoch nicht um.
Am 3. Juni 2005 wurde Garstka vom bisherigen brandenburgischen Datenschutzbeauftragten Alexander Dix im Amt abgelöst.
Garstka ist Mitglied im Beirat der Humanistischen Union. Er ist verheiratet und Vater zweier Söhne. Seit 2021 ist er Mitglied der Leibniz-Sozietät der Wissenschaften zu Berlin.

## Veröffentlichungen (Auswahl)
- Alexander Roßnagel, Andreas Pfitzmann, Hansjürgen Garstka: Modernisierung des Datenschutzrechts. Gutachten im Auftrag des Bundesministeriums des Innern. Berlin 2001.[3] (Download; 1,9 MByte)
- Big Data: Untergang und Wiedergeburt des Datenschutzes zugleich? In: Fuchs-Kittowski, Frank; Kriesel, Werner (Hrsg.): Informatik und Gesellschaft. Festschrift zum 80. Geburtstag von Klaus Fuchs-Kittowski. Frankfurt a. M., Bern, Bruxelles, New York, Oxford, Warszawa, Wien: Peter Lang Internationaler Verlag der Wissenschaften, PL Academic Research 2016, ISBN 978-3-631-66719-4 (Print), E-ISBN 978-3-653-06277-9 (E-Book).
- Rechtskybernetik als Gründungsdisziplin der Rechtsinformatik. In: Peter Brödner, Klaus Fuchs-Kittowski (Hrsg.): Zukunft der Arbeit – Soziotechnische Gestaltung der Arbeitswelt im Zeichen von "Digitalisierung" und "Künstlicher Intelligenz". Tagung der Leibniz-Sozietät am 13. Dezember 2019 in Berlin, Hochschule für Technik und Wirtschaft. (= Abhandlungen der Leibniz-Sozietät der Wissenschaften. Band 67). Berlin: trafo Wissenschaftsverlag 2020, S. 261–266, ISBN 978-3-86464-219-7.
- Rechtskybernetik als Gründungsdisziplin. In: Jörg Pohle, Klaus Lenk (Hrsg.): Der Weg in die "Digitalisierung" der Gesellschaft. Was können wir aus der Geschichte der Informatik lernen? Metropolis-Verlag, Marburg 2021, ISBN 978-3-7316-1461-6, S. 295–302.